# Rheingold-Brauerei
Die Rheingold-Brauerei war eine Brauerei im heutigen Duisburger Stadtteil Rheinhausen.
In einer alten Schlosserei auf dem Gelände des ehemaligen Drahtwerkes in Duisburg-Wanheimerort wird seit 2024 unter dem Markennamen „Rheingold“ wieder Bier gebraut und lokal vermarktet.

## Geschichte
1827 gründete Jakob Großterlinden im historischen Kern des Dorfes Friemersheim im damaligen Kreis Krefeld eine Dorfgaststätte mit angeschlossener Brauerei.
Aufgrund der ständigen Hochwassergefährdung ließ sein Enkel Jacob Großterlinden 1888 ein neues Brauereigebäude an der heutigen Rheingoldstraße errichten. Die Brauerei stellte neben dem obergärigen Altbier auch die untergärigen Biersorten Pils und Export her. Mit zehn Mitarbeitern wurden zunächst ca. 15.000 Hektoliter im Jahr gebraut.
1890 erfolgte die Umbenennung in Brauerei Jacob Großterlinden und die Einführung der Marke „Rheingold“, die aber erst im Jahr 1928 rechtlich geschützt wurde.
In der Bürgermeisterei Friemersheim, die 1857 dem Kreis Moers zugeschlagen wurde, entstand 1895 die Friedrich-Alfred-Hütte des Krupp-Konzerns, was zu einem stetigen Zuwachs der Bevölkerung führte. Der Bierausstoß der Brauerei und der Bedarf an Mitarbeitern stieg ständig, und zwischen 1910 und 1913 erfolgte eine Erweiterung der Produktionsstätte.
Nach Einbußen durch den Ersten Weltkrieg folgten in den 1920er Jahren ein weiterer Anstieg des Bierausstoßes und ein erneuter Ausbau der Produktionskapazitäten. Die Bürgermeisterei Friemersheim wurde 1927 mit der Bürgermeisterei Hochemmerich zur Bürgermeisterei Rheinhausen zusammengeschlossen, die 1934 zur Stadt erhoben wurde.
Die Familie Großterlinden zog sich in den 1930er Jahren aus der Brauerei zurück. Den größten Kapitalanteil des inzwischen in eine Aktiengesellschaft umgewandelten Unternehmens hielt die Familie Schrooten.
In den Kriegsjahren zwischen 1939 und 1945 wurde die Brauerei teilweise durch Bomben der Alliierten zerstört. Nach dem Wiederaufbau knüpfte die Brauerei an die Vorkriegszeit an. Der Boom der Nachkriegszeit steigerte den Bierausstoß erneut.
1977, zwei Jahre nach  Eingemeindung der Stadt Rheinhausen in die Stadt Duisburg, wurde das 150-jährige Betriebsjubiläum gefeiert. Umsatzrückgänge und die Konkurrenz zwangen allerdings 1982 zur Umstellung auf die alleinige Produktion von Altbier. 1984 ging die Brauerei in den Besitz der Essener Brauerei Jacob Stauder über. Die wirtschaftlichen Umstände führen jedoch 1986 zur kompletten Schließung der Brauerei. Die historischen Gebäude wurden 1987 abgerissen, um Platz für Wohnhäuser zu schaffen.